# Aşağıboğaz, Yenipazar
Aşağıboğaz là một xã thuộc huyện Yenipazar, tỉnh Bilecik, Thổ Nhĩ Kỳ. Dân số thời điểm năm 2011 là 87 người.